# Aeroportul regional Jizan
Aeroportul regional Jizan (în arabă مطار الملك عبد الله بن عبدالعزيز) (IATA: GIZ, ICAO: OEGN) este un aeroport din Jizan⁠(d), Provincia Jizan, Arabia Saudită ce deservește zona Jizan⁠(d). Aeroportul a fost tranzitat în 2021 de 1.733.987 de pasageri. A fost numit după Abdullah bin Abdulaziz al-Saud.
Situat la o altitudine de 6 m, aeroportul dispune de 1 pistă. Este operat de General Authority of Civil Aviation⁠(d).

## Infrastructură

### Piste
Aeroportul dispune de o singură pistă. Pista 15/33 are suprafața de asfalt și dimensiunile 3.050 m × 45 m. 